# 東康契欽 (明尼蘇達州)
東康契欽（英語：East Koochiching）是位於美國明尼蘇達州康契欽縣的一個未組織地區。

## 地方資料
東康契欽的面積為1000.83平方千米，當中陸地面積為999.03平方千米，而水域面積為1.79平方千米。根據2020年美國人口普查的數據，當地共有人口330人，而人口密度為每平方千米0.33人。